# Список країн за добуваним сланцевим газом

Мапа з 48 сланцевих басейнів у 38 країнах на базі США Енергетична Інформаційна Агенція, данні 2011.

Це Список країн за добуваним сланцевим газом заснований на даних Енергетичної Інформаційної Агенції від Міністерство енергетики США.  Прогнозована кількість резерву ресурсів добуваного сланцевого газу входить також до списку країн за резервами покладів природного газу.

## Країни
|    | Країна      | Прогнозовані добуванні ресурси (трлн. кубічних футів) | Дата оновлення Інформації |
| -- | ----------- | ----------------------------------------------------- | ------------------------- |
| —  | Світ        | 7299                                                  | 2013                      |
| 1  | КНР         | 1115                                                  | 2013                      |
| 2  | Аргентина   | 802                                                   | 2013                      |
| 3  | Алжир       | 707                                                   | 2013                      |
| 4  | США         | 665                                                   | 2013                      |
| 5  | Канада      | 573                                                   | 2013                      |
| 6  | Мексика     | 545                                                   | 2013                      |
| 7  | Австралія   | 437                                                   | 2013                      |
| 8  | ПАР         | 390                                                   | 2013                      |
| 9  | Росія       | 285                                                   | 2013                      |
| 10 | Бразилія    | 245                                                   | 2013                      |
| —  | Решта світу | 1535                                                  | 2013                      |